# Resolutie 235 Veiligheidsraad Verenigde Naties
Resolutie 234 van de Veiligheidsraad van de Verenigde Naties werd aangenomen op de 1352e vergadering op 9 juni 1967. De resolutie eiste dat ook tussen Israël en Syrië een einde zou komen aan de vijandelijkheden.

## Achtergrond
Sinds het uitroepen van de staat Israël in 1948 had nog geen enkel Arabisch land Israël erkend en velen verwachtten niet dat Israël als staat nog erg lang zou blijven bestaan. Na de oorlog van 1956 ontstond opnieuw een labiel evenwicht. De spanningen liepen in 1967 weer hoog op. Op 1 juni verklaarde Nasser:
De legers van Egypte, Jordanië, Syrië en Libanon staan klaar aan de grenzen van Israël... om de uitdaging aan te gaan...
Israël lanceerde een preventieve aanval, wat zou leiden tot de Zesdaagse Oorlog. Op 9 juni aanvaardden zowel Israël als Syrië het staakt-het-vuren dat resolutie 234 eiste. De Israëlische opmars op de Golanhoogten ging echter door.
Hierop nam de veiligheidsraad na een Syrisch protest resolutie 235 aan, die eiste dat de vijandelijkheden tussen Israël en Syrië onmiddellijk zouden eindigen. Israël en Syrië aanvaardden resolutie 235, maar het Israëlische offensief werd hiermee niet beëindigd. Op 10 juni verbraken de landen van het Warschaupact hun diplomatieke betrekkingen met Israël. De Sovjet-Unie dreigde met een militaire interventie, uit vrees dat Israël naar Damascus wilde oprukken. Israël gaf op 10 juni, 18:30 plaatselijke tijd, 16:30 GMT, gehoor aan de resolutie toen de passen aan de oostzijde van de Hoogten van Golan waren bezet.

## Inhoud
De Veiligheidsraad herinnerde aan de resoluties 233 en 234 van 7 juni 1967. Opgemerkt werd dat de regeringen van Israël en Syrië hun wederzijdse aanvaarding verkondigd hadden van de eis van de Raad tot een staakt-het-vuren. Ook de verklaringen van de vertegenwoordigers van Israël en Syrië werden opgemerkt.
De Veiligheidsraad bevestigde zijn vorige resoluties waarin was opgeroepen tot een onmiddellijk staakt-het-vuren en beëindiging van militaire acties, en eiste een onmiddellijke beëindiging van de vijandelijkheden. Secretaris-generaal U Thant werd verzocht direct contact op te nemen met de regeringen van Israël en Syrië om een onmiddellijke inwilliging van bovengenoemde resoluties te regelen, en binnen twee uur verslag uit te brengen aan de Veiligheidsraad.
Lijst ·  233 ·  234 ·  235 ·  236 ·  237 ·  238 ·  239 ·  240 ·  241 ·  242 ·  243 ·  244